# 12月9日
12月9日是公历一年中的第343天（闰年第344天），离全年结束还有22天。

## 大事记

### 20世紀以前
- 536年：拜占庭帝國皇帝查士丁尼一世旗下將領貝利撒留率領軍隊奪回遭到東哥德人佔領的羅馬。
- 1425年：教宗瑪爾定五世頒布諭令，於比利時創建天主教魯汶大學，為世界現存最古老的天主教大學。
- 1582年：儒略曆最後一個日期列表改為了12月20日新日曆格里曆。
- 1824年：安东尼奥·何塞·苏克雷领导的哥伦比亚和秘鲁联军在阿亚库乔战役中战胜西班牙保皇军。
- 1851年：基督教青年會於北美洲首度設立於蒙特婁。

### 20世紀
- 1935年：在中共北平临时市委的领导下，北平各界学生发起了要求「停止攘外必先安内、一致对外抗日」的学生运动。
- 1940年：第二次世界大战：盟军在北非战场展开罗盘行动。
- 1941年：第二次世界大战：珍珠港事件：中华民国國民政府正式对大日本帝國、納粹德國和意大利王國宣战。
- 1946年：在紐倫堡審判結束後，美國軍事法院針對涉嫌參與納粹人體實驗的醫生展開審判。
- 1948年：联合国大会通过《防止及惩治灭绝种族罪公约》。
- 1961年：坦噶尼喀脱离英国殖民统治而独立。
- 1961年：国际乒乓球比赛试行“轮换發球法”。
- 1968年：美國發明家道格拉斯·恩格爾巴特首次公開演示滑鼠、超文字、圖形使用者介面等設計。
- 1969年：第一屆香港節開幕。
- 1970年：世界球王比利隨巴西桑托斯足球俱乐部赴香港進行四場表演賽。
- 1977年：法国法兰西岛大区的区域快铁A线和B线正式投入运营。
- 1979年：世界卫生组织聘僱的科學家宣布各地已经解决天花感染的可能，並表示天花已經絕跡，為唯一一種人為撲滅的感染疾病。
- 1984年：联合国宣布，已有159个国家签署了《联合国海洋法公约》。
- 1990年：團結工聯創始人萊赫·華勒沙經由直接選舉當選波蘭總統，成為東歐民主化的效仿案例。
- 1991年：《马斯特里赫特条约》开始运作。
- 1995年：《哥吉拉vs戴斯特洛伊亞》上映，平成哥吉拉完結。

### 21世紀
- 2002年：尖沙咀一間酒店發生嚴重塌棚架工業意外，多名工人跌落二樓平台，一人死亡，十多人受傷。
- 2016年：南韓總統朴槿惠因崔順實事件而遭到南韓國會以234票贊成，56票反對通過彈劾案，成為南韓史上第一位任內被彈劾的總統，其總統職權立即停止，由總理黃教安暫代。
- 2016年：世界反運動禁藥機構在當日指稱有超過1,000名俄羅斯運動員因為在該國政府支持下而使用體育禁藥或從中受益。
- 2016年：時任行政長官梁振英宣佈因為家庭人理由後將於不會參加明年下一屆的行政長官選舉，並不尋求爭取連任，任期於次年6月30日完結。
- 2019年：新西蘭懷特島火山爆發造成至少5人死亡、27人失蹤。[1]

## 出生

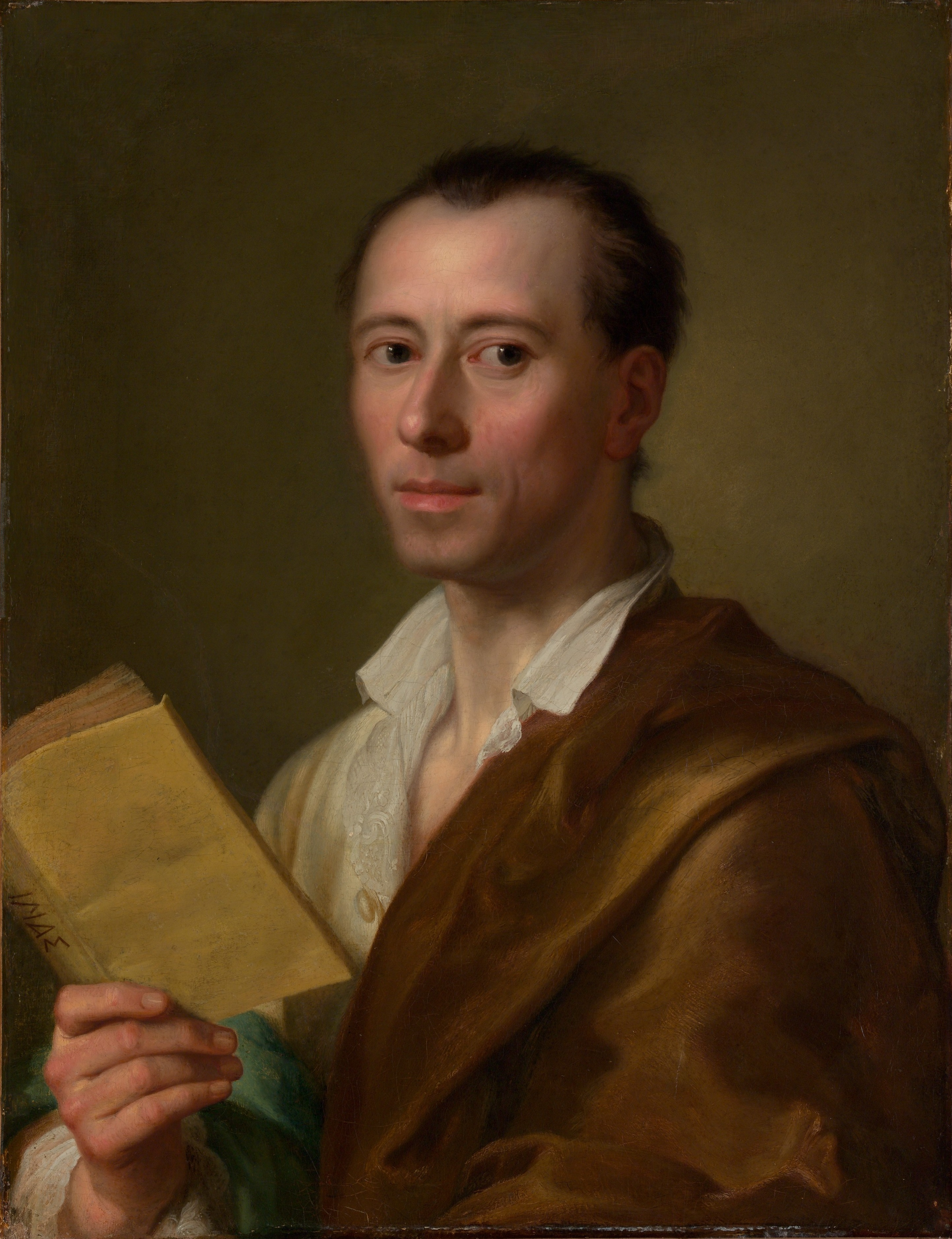
溫克爾曼

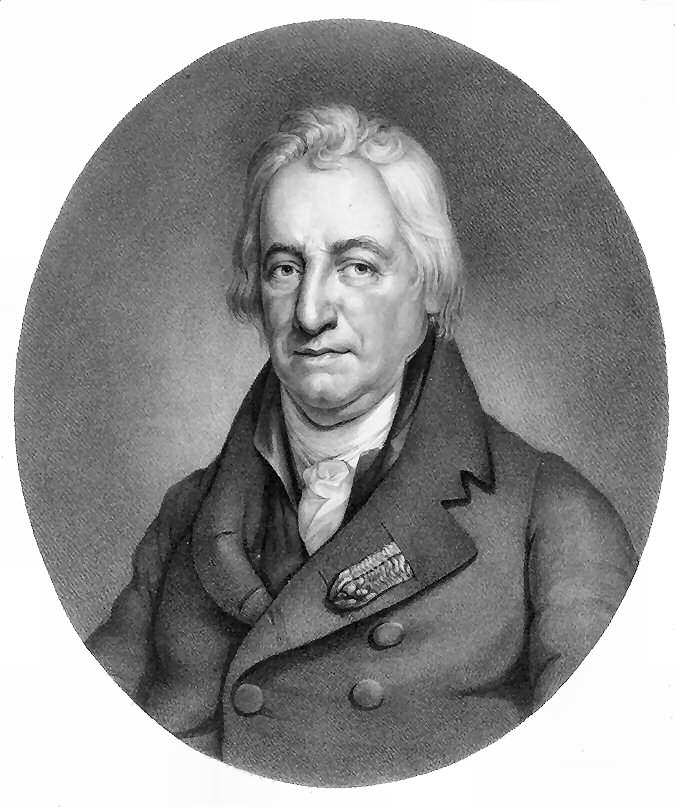
克劳德·贝托莱

- 439年：宋明帝劉彧，南朝宋皇帝（472年逝世）
- 1447年：明宪宗朱見濡，明朝皇帝（1487年逝世）
- 1594年：古斯塔夫二世·阿道夫，瑞典國王（1632年逝世）
- 1608年：約翰·彌爾頓，英國詩人、思想家（1674年逝世）
- 1709年：奧爾良的路易絲·伊麗莎白，西班牙王后（1742年逝世）
- 1717年：約翰·約阿希姆·溫克爾曼，德國藝術家、考古學家（1768年逝世）
- 1742年：卡爾·威廉·舍勒，瑞典化學家（1786年逝世）
- 1748年：克劳德·貝托萊，法國化學家（1822年逝世）
- 1768年：約瑟夫·德沙，美國政治人物，第9任肯塔基州州長（1842年逝世）
- 1813年：湯瑪士·安德魯斯，愛爾蘭化學家、物理學家（1885年逝世）
- 1837年：樺山資紀，日本軍事人物、政治人物，首任臺灣總督（1922年逝世）
- 1842年：彼得·克魯泡特金，俄國革命家、地理學家，「無政府共產主義」創始人（1921年逝世）
- 1847年：喬治·格羅史密斯，英國演員、作家、歌手（1912年逝世）
- 1868年：弗里茨·哈伯，德國化學家，1918年諾貝爾化學獎得主（1934年逝世）
- 1869年：安娜·巴特爾斯，瑞典歌劇女高音（1950年逝世）
- 1873年：伊莉莎白·伯努利，瑞士社會運動家（1935年逝世）
- 1882年：華金·图里納，西班牙作曲家（1949年逝世）
- 1900年：李約瑟，英國生物化學家、科學史學家（1995年逝世）
- 1905年：，美國編劇、導演、小說家（1976年逝世）
- 1906年：葛麗絲·霍普，美國海軍准將、電腦科學家，COBOL之母（1992年逝世）
- 1907年：孟小冬，中国京剧艺术家（1977年逝世）
- 1911年：布羅德里克·克勞福德，美國演員（1986年逝世）
- 1915年：伊麗莎白·舒瓦兹科普夫，德國歌劇女高音（2006年逝世）
- 1916年：柯克·道格拉斯，美國演員（2020年逝世）
- 1917年：利奥·雷恩沃特，美國物理學家，1975年諾貝爾物理學獎得主（1986年逝世）
- 1919年：威廉·利普斯科姆，美國無機化學家，1976年諾貝爾化學獎得主（2011年逝世）
- 1920年：卡洛·阿澤利奥·錢皮，義大利政治人物，第10任義大利總統（2016年逝世）
- 1926年：亨利·肯德爾，美國物理學家，1990年諾貝爾物理學獎得主（1999年逝世）
- 1929年：鮑勃·霍克，澳大利亞政治人物，第23任澳大利亞總理（2019年逝世）
- 1930年：巴克·亨利，美國作家、演員、電視導演（2020年逝世）
- 1934年：茱蒂·丹契，英國女演員
- 1941年：博·布里奇斯，美國男演員
- 1942年：比利·布藍拿，蘇格蘭足球員、主教練（1997年逝世）
- 1946年：索尼婭·甘地，印度政治人物，印度國大黨主席
- 1947年：安彥良和，日本漫画家、人物設計師
- 1947年：湯姆·达施勒，美國南達科他州聯邦參議員
- 1953年：落合博滿，日本職棒球員、總教練
- 1953年：約翰·馬克維奇，美國男演員、監製、導演
- 1953年：凱斯琳·甘迺迪，美國電影監製、剪輯師
- 1954年：亨克·滕卡特，荷蘭足球教練
- 1954年：李秀明，中國女演員
- 1956年：巴魯赫·戈爾茨坦，以色列猶太恐怖分子（1994年逝世）
- 1956年：管碧玲，台灣政治人物
- 1957年：廖偉雄，香港男演員、節目主持人
- 1958年：雷賈·高斯奈，美國電影導演、剪輯師
- 1960年：劉瑞琪，台灣演員
- 1962年：费利西蒂·赫夫曼，美國女演員
- 1962年：吳剛，中國男演員
- 1963年：雅子，日本皇太子德仁妃，日本紅十字會名譽副總裁
- 1966年：陸天娜，美國政治人物
- 1966年：吉德翁·薩爾，以色列政治人物
- 1967年：積臣·杜薩爾，英格蘭足球員
- 1967年：約夏·貝爾，美國小提琴家
- 1968年：寇特·安格，美國職業摔角手、演員
- 1968年：布萊恩·貝爾，美國樂團音樂家
- 1969年：比森特·利扎拉祖，法國足球運動員
- 1970年：黃志強，香港足球運動員
- 1970年：凱拉·狄奧果笛，美國歌手、詞曲創作人、專輯製作人
- 1971年：謝佼娟，台灣女性配音員
- 1971年：樊曉暉，華裔美國天文學家
- 1972年：玲子·艾爾斯沃斯，美國女演員
- 1972年：特雷·庫爾，德國龐克搖滾團體年輕歲月鼓手
- 1972年：法布里斯·桑托羅，法國職業網球運動員
- 1973年：林曉培，台灣女歌手
- 1973年：莫哈末凯鲁丁，马来西亚原产业部长、登嘉楼瓜拉尼鲁斯县国会议员
- 1973年：史黛西·艾布拉姆斯，美國政治人物、律師、小說家、作家
- 1975年：張曉龍，中國男演員
- 1976年：裴秀彬，韓國男演員
- 1978年：傑西·麦特卡爾菲，美國演員
- 1978年：奇太映，韓國男演員
- 1978年：加斯頓·高迪奥，阿根廷職業網球運動員
- 1979年：羅美玲，台灣女歌手
- 1979年：韓瑜，台灣女演員
- 1979年：陳好，中國女演員、歌手
- 1979年：奧麗維亞，日本女歌手
- 1979年：友利花，日本創作歌手、聲優、寫真偶像、舞台劇演員
- 1980年：高橋一生，日本男演員
- 1980年：西蒙·黑爾貝格，美國喜劇演員
- 1981年：迪雅·梅莎，印度女藝人
- 1981年：馬爾迪·菲什，美國職業網球運動員
- 1981年：舒威特克·帕特爾，美國計算機科學家、企業家
- 1982年：劉庭羽，中國女演員
- 1983年：謝美伊·碧福特，英格蘭足球運動員
- 1984年：胡盈禎，台灣演員、主持人
- 1984年：李依瑾，台灣演員
- 1984年：牧口真幸，日本女性聲優
- 1985年：李思雅，香港藝人
- 1987年：麥特·拉托斯，美國大聯盟投手
- 1987年：唐藝昕，中國女演員
- 1988年：卡瓦多·阿萨莫阿，迦納職業足球運動員
- 1989年：鄭熹哲，韓國男子偶像團體ZE:A成員
- 1990年：ProZD，韓裔美國YouTuber、配音員、演員
- 1991年：崔珉豪，韓國男子偶像團體SHINee成員
- 1994年：弗朗西斯科·加里戈斯，西班牙男子柔道運動員
- 1995年：小凱利·烏布雷，美國職業籃球運動員
- 1995年：麥琪拉·瑪隆妮，美國女子體操運動員
- 1995年：金娜炫，韓國女子偶像團體SONAMOO成員
- 1996年：黃珈熙，韓國女子偶像團體本月少女成員
- 1997年：陳廷軒，台灣男演員
- 2003年：申有娜，韓國女子偶像團體ITZY成員
- 2004年：張禮恩，韓國女子偶像團體STAYC成員
- 2004年：尼科·帕克，英國女演員
- 2005年：西村力，韓國男子偶像團體ENHYPEN成員

## 逝世

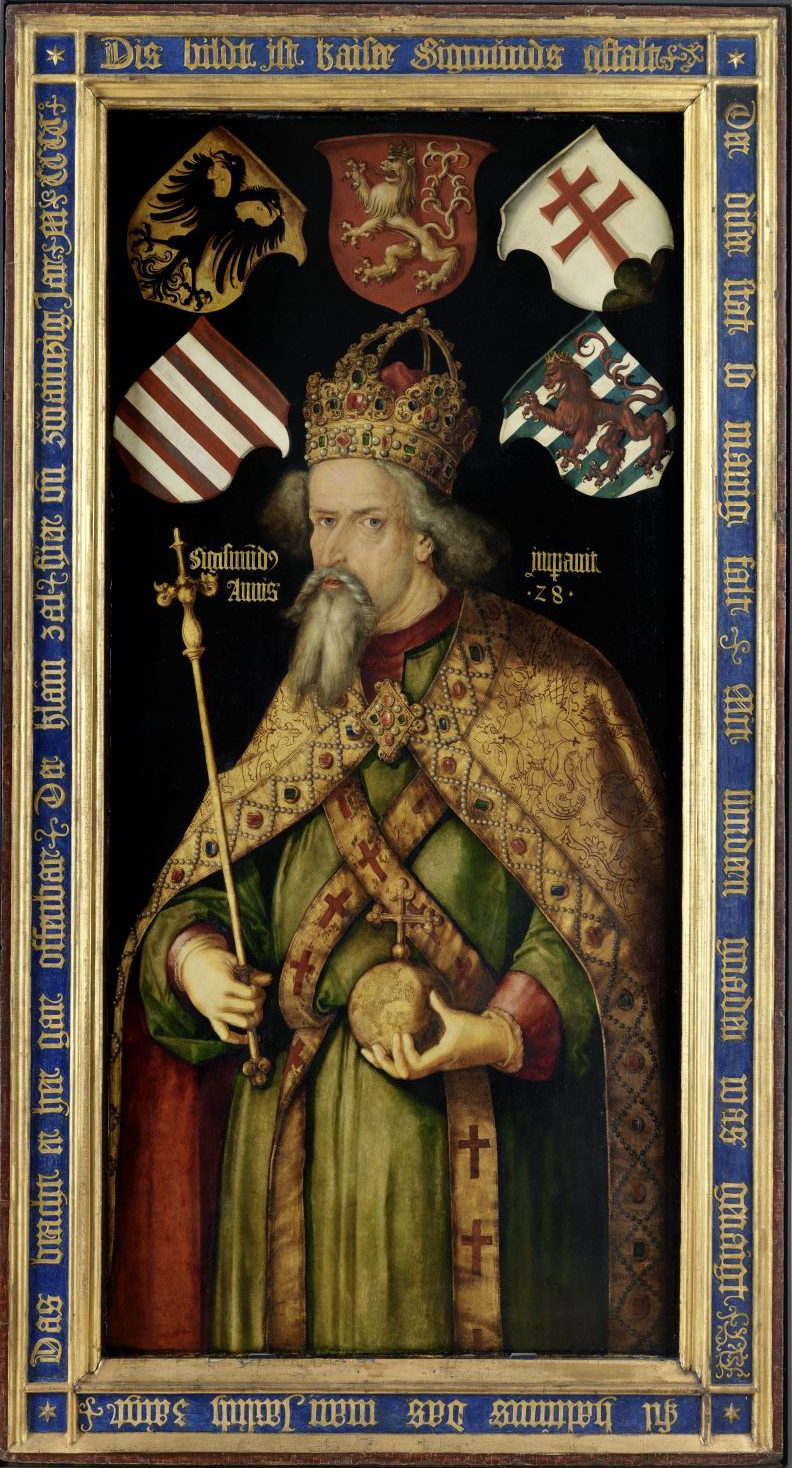
西吉斯蒙德

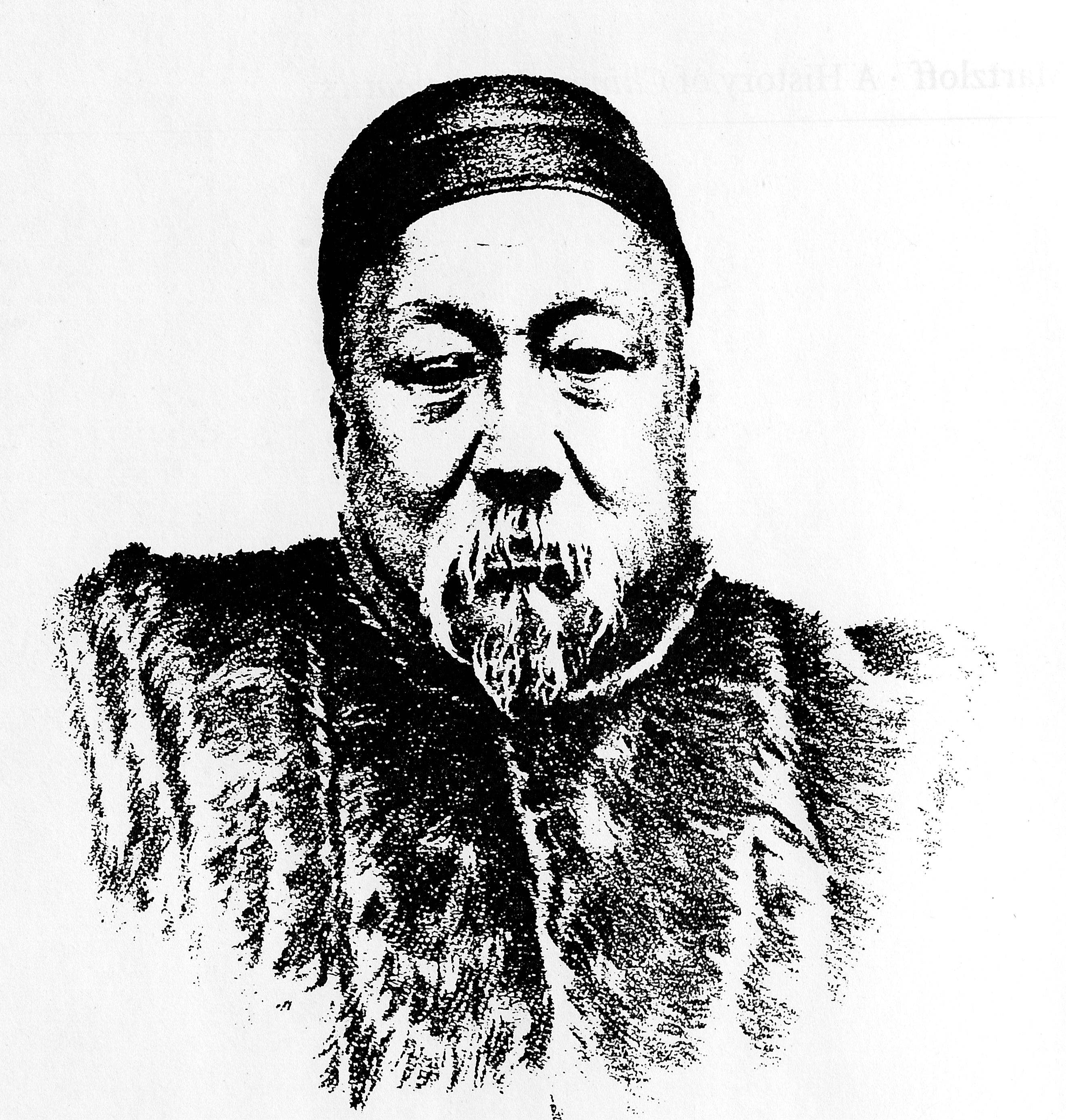
清代数学家李善兰像

- 748年：奈斯爾·本·賽雅爾，倭馬亞王朝將領（663年出生）
- 1437年：西吉斯蒙德，神圣罗马皇帝（1368年出生）
- 1669年：教宗克勉九世，羅馬主教（1600年出生）
- 1793年：勃利夫人，法國貴族（1749年出生）
- 1830年：史蒂芬·R·布拉德利，美國律師、政治人物、法官（1754年出生）
- 1839年：約瑟夫·弗朗茨·馮·雅坎，奧地利科學家（1766年出生）
- 1882年：李善蘭，中国數學家（1810年出生）
- 1916年：夏目漱石，日本作家（1867年出生）
- 1937年：辜顯榮，台灣實業家，首位出任大日本帝國貴族院議員的台灣人（1866年出生）
- 1937年：易安华，中华民国国民革命军将领（1900年出生）
- 1942年：柯棣华，印度医生（1910年出生）
- 1956年：查爾斯·賈克林，英國麵包師，鐵達尼號首席麵包師（1878年出生）
- 1967年：潘光旦，社会学家（1899年出生）
- 1970年：阿爾喬姆·米高揚，苏联飞机设计师、米格飞机之父（1905年出生）
- 1993年：尹清楓，台灣武獲室執行長（1946年出生）
- 1995年：凱薩琳·威，美國物理學家（1902年出生）
- 2003年：黎明暉，中國女演員（1909年出生）
- 2003年：柯受良，台灣演員、特技人（1953年出生）
- 2007年：亨利·德波鴻諾，比利時天文學家（1928年出生）
- 2009年：林柏燕，臺灣教師、小說家、文史工作者（1936年出生）
- 2012年：鄧紹斌，香港要求安樂死人物（1969年出生）
- 2015年：野坂昭如，日本作家、歌手、作詞家、政治人物，代表作《螢火蟲之墓》（1930年出生）
- 2017年：井莉，台灣女演員（1945年出生）
- 2018年：威廉·布魯姆，美國記者、作家（1933年出生）[2]
- 2021年：洪流，臺灣男演員（1935年出生）
- 2022年：約瑟夫·基廷格，美國空軍退役上校（1928年出生）

## 节假日和习俗
- 国际反腐败日
- 秘魯：軍人節
- 坦桑尼亚：獨立日